# شبيطة مختار
شبيطة مختار أو شبايطة مختار، مدينة وبلدية تابعة لدائرة الذرعان بولاية الطارف الجزائرية.

## الموقع الجغرافي
تقع أقصى غرب ولاية الطارف مع الحدود الجنوبية لولاية عنابة، موجودة مند العهد الاستعماري وكانت تعرف بسامبول، تعتبر الفلاحة من أهم النشاطات الاقتصادية بالولاية، إد أنها تحتوي على أكثر من عشرة بالمئة من الأراضي الفلاحية بالطارف، وبالإضافة إلى التجارة التي تعتبر رائدة بها تحتوي شبيطة مختار على عدة منشآت صناعية منها مصانع لتحويل الطماطم الصناعية، مصنع الصابون، مصنع للعجائن، يسكن بلدية شبيطة مختار حوالي15ألف نسمة، موزعين على شبيطة مركز، قرية زورامي علي التي تعتبر ثاني أكبر تجمع سكاني بالبلدية 6 ألف نسمة، دوار شوبار، دوار رشراش أحمد، شابو، ودوار الجواجلة، تملك شبيطة مختار فريقا رياضيا يسمى اتحاد شبيطة مختار، يلعب في الجهوي الثاني رابطة عنابة، إلا أن النقطة السوداء الوحيدة في شبيطة مختار تبقي مصنع تحويل الخمور، الدي أنشئ سنة 2001.